# Inácio João Dal Monte
Inácio João Dal Monte (Ribeirão Preto, 28 agosto 1897 – Guaxupé, 29 maggio 1963) è stato un vescovo cattolico brasiliano della diocesi di Guaxupé.
Morì nel 1963, con una reputazione di santità, avendo risieduto in Italia per circa 25 anni, dove è conosciuto con il nome di Ignazio Dal Monte.

## Biografia
Il suo nome di nascita è João Dal Monte, essendo nato a Ribeirão Preto, nello stato di San Paolo, il 28 agosto 1897, figlio degli immigrati italiani Luiz Dal Monte e Ângela Guglielmini Dal Monte. Fu battezzato il 31 ottobre dello stesso anno, nella parrocchia di São Sebastião, a Ribeirão Preto. Dopo la morte del padre avvenuta quando lui aveva 3 anni, tornò con la madre a Mussolente, in Italia. Sua madre morì quando aveva 7 anni e continuò a vivere ed essere educato dai suoi zii.

### Formazione e ministero sacerdotale
Nel settembre 1908, all'età di 11 anni, si unì all'ordine dei frati minori cappuccini presso il seminario di Rovigo. Il 15 settembre 1912, nel noviziato di Bassano della Provincia Monastica dei Padri Cappuccini di Venezia, ricevette l'abito cappuccino, adottando il nome religioso di Inácio, essendo chiamato Fra Inácio de Ribeirão Preto. Il 21 settembre 1913 emise i voti temporanei.

Frei Inácio era in Italia quando scoppiò la prima guerra mondiale e fu costretto a prestare servizio nell'esercito italiano, sebbene fosse brasiliano. Questo fatto ha segnato profondamente la sua vita, che esprime in una delle sue lettere pastorali come Vescovo di Guaxupé:
Per quattro anni di seguito, siamo rimasti nell'anticamera dell'inferno e per due anni continui, in mezzo alle sofferenze delle trincee, nella lotta tra la morte continua, che ad ogni passo ci nascondeva o nei campi di concentramento
Emise la professione perpetua l'8 dicembre 1921 a Venezia. Nel 1922 si iscrive alla Facoltà di Giurisprudenza del Seminario Patriarcale di Venezia, conseguendo il titolo di Dottore in di Diritto canonico nel 1925.
Il 5 aprile 1924 fu ordinato presbitero dal cardinale Patriarca Pietro La Fontaine a Venezia. Viene rimandato in Brasile, nello stato del Paraná, insieme ad altri francescani cappuccini, nel settembre 1925. Esercitò il ministero sacerdotale a Curitiba e a Campo Magro. Dal 1932 al 1937 fu superiore del Convento de Botiatuba, con sede ad Almirante Tamandaré. Dal 1937 al 1938 vicario di Jaguariaíva e dal 1939 al 1949 di Santo Antônio da Platina. Divenne custode provinciale dei Cappuccini di Paraná e Santa Catarina per dodici anni fino al 1949.

### Ministero episcopale
Frei Inácio fu nominato vescovo da papa Pio XII il 15 marzo 1949, vescovo titolare di Agbia e vescovo coadiutore di Joinville, nello stato di Santa Catarina. Ricevette la consacrazione episcopale il 26 maggio 1949, a Santo Antônio da Platina, dalle mani di don Carlo Chiarlo, allora nunzio apostolico in Brasile, essendo concelebranti Pio de Freitas Silveira, vescovo di Joinville, e Geraldo de Proença Sigaud, vescovo di Jacarezinho.
Dopo tre anni come vescovo a Joinville, fu nominato vescovo di Guaxupé il 21 maggio 1952, prese possesso della diocesi il 7 settembre. La sua opera di vescovo diocesano fu spiritualmente segnata dal suo zelo missionario, essendo un ottimo predicatore e operando frequentemente al servizio delle confessioni.
Negli anni '60 completò i lavori per la cattedrale di Nossa Senhora das Dores, iniziati dal suo predecessore, Hugo Bressane de Araújo, nel 1943. La cattedrale fu dedicata dall'allora nunzio apostolico, mons. Armando Lombardi, il 19 marzo. A lui si deve anche la costruzione della Casa da Criança, a Guaxupé, per l'accoglienza di orfani e bambini, e la costruzione del Seminario Diocesano di São José, che attualmente fa parte del Colégio Dom Inácio (intitolato in suo onore) e il Centro Universitário da Fundação Educacional de Guaxupé (Unifeg). Dall'11 ottobre all'8 dicembre 1962, Dom Inácio ha partecipato alla Prima Sessione del Concilio Vaticano II, a Roma.
Nel gennaio 1963 fu colpito da una trombosi arteriosa, e la sua gamba destra dovette essere amputata, a Poços de Caldas. Circondato da sacerdoti, Dom Frei Inácio morì mercoledì 29 maggio 1963, alle 13:05, vittima di una trombosi cerebrale, nella Santa Casa de Guaxupé.
La sepoltura, officiata dal metropolita di Pouso Alegre, José D'Angelo Neto, coadiuvato da altri cinque vescovi, è avvenuta nella cripta della cattedrale. Nel discorso funebre, il vescovo di Leopoldina, don Geraldo Ferreira Reis, che dom Inácio aveva ordinato vescovo, dichiarò di aver «lasciato in tutti quell'inconfondibile segno di santità che lo rese caro e stimato da tutti». È morto in fama di santità, avendo ufficialmente avviato nel 2017 il suo processo di beatificazione, con il quale Dom Inácio ha ricevuto il titolo di Servo di Dio. L'inchiesta sulla fase diocesana del processo si è conclusa a giugno 2022. Il postulatore della causa è l'italiano Paolo Vilotta.

## Genealogia episcopale e successione apostolica
La genealogia episcopale è:
- Cardinale Scipione Rebiba
- Cardinale Giulio Antonio Santori
- Cardinale Girolamo Bernerio, O.P.
- Arcivescovo Galeazzo Sanvitale
- Cardinale Ludovico Ludovisi
- Cardinale Luigi Caetani
- Cardinale Ulderico Carpegna
- Cardinale Paluzzo Paluzzi Altieri degli Albertoni
- Papa Benedetto XIII
- Papa Benedetto XIV
- Papa Clemente XIII
- Cardinale Marcantonio Colonna
- Cardinale Giacinto Sigismondo Gerdil, B.
- Cardinale Giulio Maria della Somaglia
- Cardinale Carlo Odescalchi, S.I.
- Vescovo Eugène de Mazenod, O.M.I.
- Cardinale Joseph Hippolyte Guibert, O.M.I.
- Cardinale François-Marie-Benjamin Richard
- Cardinale Pietro Gasparri
- Cardinale Carlo Chiarlo
- Vescovo Inácio João Dal Monte, O.F.M.Cap.

La successione apostolica è:
- Vescovo Geraldo Ferreira Reis (1961)